# Lijst van postpunkbands
Lijst van bands die postpunk spelen.

## Jaren 80
Bands van de tweede postpunkgolf.

### 0-9
- 23 Skidoo

### A
- Abecedarians
- A Certain Ratio
- Adam and the Ants
- Alternative TV
- The Associates
- Au Pairs
- Automatic Pilot
- Avec-A

### B
- Bauhaus - staat bekend als een van de eerste gothicgroepen.
- Big Black
- Big Flame
- The Birthday Party
- Blood Red Shoes
- Blue Orchids
- Blurt
- B-Movie
- The Bolshoi
- The Boredoms
- Bunnydrums
- Bush Tetras

### C
- Cabaret Voltaire - pioniers van industrial music.
- The Chameleons
- The Casualties
- Chrome
- The Church
- Cocteau Twins
- Comsat Angels
- Crass
- Crispy Ambulance
- Cultural Amnesia
- The Cure - net als Bauhaus, een grondlegger van de gothic rock.

### D
- The Dancing Did
- Danse Society
- Dead Can Dance
- Death In June
- Delta 5
- Department S
- Depeche Mode
- Desperate Bicycles
- Devo
- Die Unbekannten
- Drowning Craze
- The Durutti Column

### E
- Echo & the Bunnymen
- Einstürzende Neubauten
- Essential Logic
- ESG
- Eyeless in Gaza

### F
- Factrix
- Fischer-Z
- Fad Gadget
- The Fall
- The Feelies
- Felt
- The Fire Engines
- Firehose
- For Against
- Fracture
- Fra Lippo Lippi
- Flying Lizards
- Foetus

### G
- Gang of Four
- Gene Loves Jezebel
- Girls at Our Best!
- Gods Gift
- Goldfinger

### H
- The Human League
- Hüsker Dü

### I
- the Insane Picnic

### J
- The Jesus and Mary Chain
- Jilted John
- Josef K
- Joy Division - staat bekend als eerste gothic groep, met zanger Ian Curtis die op 18 mei 1980 zelfmoord pleegde.

### K
- Killing Joke
- Kleenex
- Kommunity FK

### L
- The Legendary Pink Dots
- Legião Urbana
- The Lemon Kittens
- Liars
- LiLiPUT
- Liquid Liquid
- Live Skull
- Ludus

### M
- Magazine - met de eerste zanger van Buzzcocks, Howard Devoto.
- March Violets
- Maximum Joy
- Medium Medium
- The Mekons
- Mercenarias
- Metal Urbain - Franse post punk.
- Minutemen
- Mission of Burma
- Modern English
- Modern Eon
- The Monochrome Set
- Monte Cazazza
- Mykrowave

### N
- New Order - opgericht door de overige leden van Joy Division, nadat Ian Curtis zelfmoord pleegde.
- The Normal

### O
- Orange Juice
- John Otway

### P
- The Passions
- Pere Ubu
- Pink Military
- Pink Turns Blue
- Poison Girls
- The Pop Group
- Psychedelic Furs
- Public Image Ltd. - Johnny Rotten van Sex Pistols richtte deze band op.
- Pylon

### R
- The Raincoats
- R.E.M.
- Redex
- Red Lorry Yellow Lorry
- Red Zebra
- Rema-Rema
- Rip Rig + Panic
- Rise Against
- Ritual Tension

### S
- Sad Lovers & Giants
- Savage Republic
- Scars
- Scritti Politti - de band begon als postpunk groep, maar richtte zich later tot de pop.
- Section 25
- Shock Headed Peters
- Simple Minds
- Siouxsie & the Banshees
- The Sisters of Mercy
- The Slits
- The Smiths - staat bekend als band uit het einde van de eerste postpunkgolf en uit het begin van de britpop.
- The Snake Corps
- The Soft Boys
- Sonic Youth
- The Sound
- Spasmodic Caress
- Spear of Destiny
- Stripey Zebras
- The Stranglers
- Swans
- Swell Maps

### T
- The Teardrop Explodes
- Theatre of Hate
- The The
- This Heat
- Tones on Tail
- The Three Johns
- Tuxedomoon - een band die veelal filmmuziek maakt.
- TV on the Radio
- TV21
- Travoltas

### U
- U2
- UK Decay
- Ultravox
- Uzi

### V
- Virgin Prunes

### W
- The Wake
- Winston Tong
- Wire - een band die als punkgroep begon en later postpunk ging maken.

### X
- XTC
- Xmal Deutschland

### Y
- Young Marble Giants

### Z
- Zounds

## Jaren 00
Bands van de tweede postpunkgolf.

### A
- Aeroplane Pageant
- Antarctica
- Apartment
- Autodrone
- The Automatic
- Avantgarde
- Avec-A, voorheen Avec Aisance

### B
- Babyshambles
- The Bat Bites
- Battle
- be your own PET
- Beautiful Skin
- Bell Hollow
- Billy Talent
- The Black Freighter
- Blacklist
- The Blood Arm
- Bloc Party
- The Bravery
- British Sea Power

### C
- The Chalets
- Criss Angel
- Clinic
- Clor
- The Cloud Room
- The Cosmic Kick Starts
- Craving
- The Cribs

### D
- Dance Disaster Movement
- Death From Above 1979
- The Departure
- Dirty on Purpose
- Dirty Pretty Things (band)

### E
- Editors
- The Eighties Matchbox B-Line Disaster
- Electric Six
- Erase Errata
- Escanaba Firing Line

### F
- The Faint
- Franz Ferdinand
- The French Kicks
- The Futureheads

### G
- Githead
- Give Her One From Me

### H
- Harder Clothes
- Hearts Fail

### I
- Ikara Colt
- I Love You But I've Chosen Darkness
- Interpol

### K
- Kaiser Chiefs
- Kittens for Christian
- Klaxons (Not Centaurs)

### L
- Lansing-Dreiden
- Les Savy Fav
- Le Tigre
- Liars
- The Libertines
- The Light Brigade
- The Long Blondes
- The Longcut

### M
- The Maccabees
- Maggi and Bohnen Kraut
- Mannequin Depressives
- Metric
- Maximo Park
- Milburn
- moosbrugger
- Moto:Rosa
- Moving Units

### P
- Paper Box Revolver
- Pink Grease
- Pretty Girls Make Graves
- The Prids

### Q
- Q and Not U

### R
- Radio 4
- The Rakes
- The Rapture
- The Richmond Sluts
- The Robocop Kraus
- Romance

### S
- SADS
- Selfish Cunt
- She Wants Revenge
- Shitdisco
- Signal and Report
- The Silence Kit
- Snap! Crakk!
- The Start
- stellastarr*
- The Stills
- The Strokes
- The Subways
- The Æffect

### T
- Turn Pale

### U
- The Unicorns

### V
- Tom Vek
- VHS or Beta
- The Violets

### W
- The Walkmen
- We Are Scientists
- White Rose Movement
- Wilderness

### Y
- Yeah Yeah Yeahs
- The Young Knives
- The Young Werewolves

### Z
- Zzz